# Palmarès des ports de plaisance du Pavillon bleu 2006
Palmarès des ports de plaisance du Pavillon bleu 2006

## France

### Par département
- Alpes Maritimes : port Gallice de Juan Les Pins, port de La Napoule, port Camille-Rayon du Golfe Juan, port de Cap d'Ail, port Vauban d'Antibes, port de Menton Garavan
- Aude : port de plaisance de Narbonne Plage, Port-Leucate, port de plaisance de Gruissan, port de plaisance de Carcassonne
- Bouches-du-Rhône : port de La Ciotat, Société nautique de Marseille, Union nautique marseillaise, port Saint-Gervais de Fos-sur-Mer, port privé du CNTL à Marseille, port Napoléon de Port-Saint-Louis-du-Rhône, port de plaisance de Port-Saint-Louis-du-Rhône, port de plaisance de Cassis
- Calvados : bassin de plaisance d'Ouistreham, port de plaisance de Courseulles-sur-Mer
- Cotes-d'Armor : plage de Trévou-Tréguignec
- Charente-Maritime : Port de Plaisance de la Rochelle, Port de Plaisance de La Flotte, Port de Saint-Georges de Didonne, Port de Saint-Denis d'Oléron, port de Saint-Quay-Portrieux, port d'Armor, port de plaisance de Trébeurden, port de plaisance de Binic
- Corse-du-Sud : Port de Plaisance de Solenzara
- Haute-Corse : Port de Taverna de Santa Maria Poghju
- Drôme : port de l'Épervière de Valence
- Finistère : port de plaisance de Camaret, port du Moulin Blanc de la Sopab à Brest
- Gard : Port Camargue du Grau-du-Roi, port de Bellegarde, port de plaisance de Beaucaire
- Haute-Garonne : port de Port Sud à Ramonville-Saint-Agne
- Gironde : Port-Médoc au Verdon sur Mer
- Hérault : -ort de -laisance de Frontignan, port de Palavas-les-Flots, port de plaisance de Carnon, port de La Grande-Motte, port de plaisance du Cap-d'Agde
- Loire-Atlantique : port de plaisance de la Nœveillard à Pornic
- Manche : port de Chantereyne de Cherbourg, port de Barneville-Carteret, port de Diélette à Treauville, port de plaisance de Carentan, port de Saint-Vaast-la-Hougue
- Marne : -ort de plaisance de Nuisement à Giffaumont-Champaubert
- Meurthe-et-Moselle : port Saint-Georges de Nancy
- Morbihan : port de La Roche-Bernard (Neuf et Rodhoir), port de plaisance de Port-Haliguen à Quiberon, port d'Arzal Camoël, port de plaisance de La Trinité-sur-Mer, port Sainte-Catherine de Locmiquelic, port de plaisance du Crouesty, port de plaisance d'Arradon, Port Blanc de l'île aux Moines
- Moselle : port de Sarreguemines
- Nord : port du Grand Large de Dunkerque, port d'Armentières
- Pas-de-Calais : port de plaisance d'Étaples-sur-Mer
- Pyrénées-Orientales : port de Canet-en-Roussillon, port Saint-Ange du Barcarès, port de plaisance de Banyuls, port de plaisance de Port-Vendres, port d'Argelès-sur-Mer, port de plaisance de Saint-Cyprien
- Haut-Rhin : port de Colmar
- Seine-Maritime : port de plaisance de Saint-Valéry-en-Caux, port de plaisance du Havre
- Somme : plage de Mers-les-Bains
- Var : port de plaisance de Sainte-Maxime, port de plaisance les Marines de Cogolin, port des Embiez, port de plaisance de Bandol, port de Bormes-les-Mimosas, port Miramar de La Londe-les-Maures, nouveau port des Lecques de Saint-Cyr-sur-Mer, port de la Madrague de Saint-Cyr-sur-Mer, vieux port des Lecques de Saint-Cyr-sur-Mer, port Saint-Pierre d'Hyères, Port Fréjus, port de plaisance de Santa Lucia de SaintpRaphaël
- Vendée : port de plaisance de Jard-sur-Mer
- Réunion : port de Saint-Leu, port de Saint-Gilles

## Source
- Pavillon bleu